# Pouso Alto
Pouso Alto este un oraș în Minas Gerais (MG), Brazilia.